# Basilique Sainte-Chapelle de Caracas
Pour les articles homonymes, voir Sainte-Chapelle (homonymie).
La basilique Sainte-Chapelle de Caracas est une église située dans la paroisse civile Catedral de Caracas, capitale du Venezuela, à laquelle l’Église catholique donne les statuts de basilique mineure et de sanctuaire national. Elle est rattachée à l’archidiocèse de Caracas, dans le doyenné de la cathédrale Sainte-Anne. Elle est inspirée de la Sainte-Chapelle de Paris.

## Historique
Un premier ermitage est créé à cet emplacement en 1567, à la fondation de la ville par le conquistador espagnol Diego de Losada. Il est dédié initialement à saint Sébastien, patron des archers, pour la protection contre les flèches des Indiens. L’édifice est détruit par un incendie en 1600 et reconstruit.
En 1640, il est mis sous le patronage de saint Maurice. L’année suivante, il est à nouveau détruit, cette fois par un tremblement de terre. Il faut attendre 1667 pour le voir reconstruit en briques. Ce troisième édifice est encore détruit par un tremblement de terre, en 1812. Il est en partie reconstruit.
En 1883, le président Antonio Guzmán Blanco commande à l’architecte Juan Hurtado Manrique (es) une nouvelle église, inspirée de la Sainte-Chapelle de Paris. Elle est partiellement détruite en 1921 par un tremblement de terre, et reconstruite. Le 5 août 1926, le pape Pie XI la fait basilique mineure.
Elle est déclarée Monument historique national le 16 février 1979.[réf. nécessaire]

## Illustrations

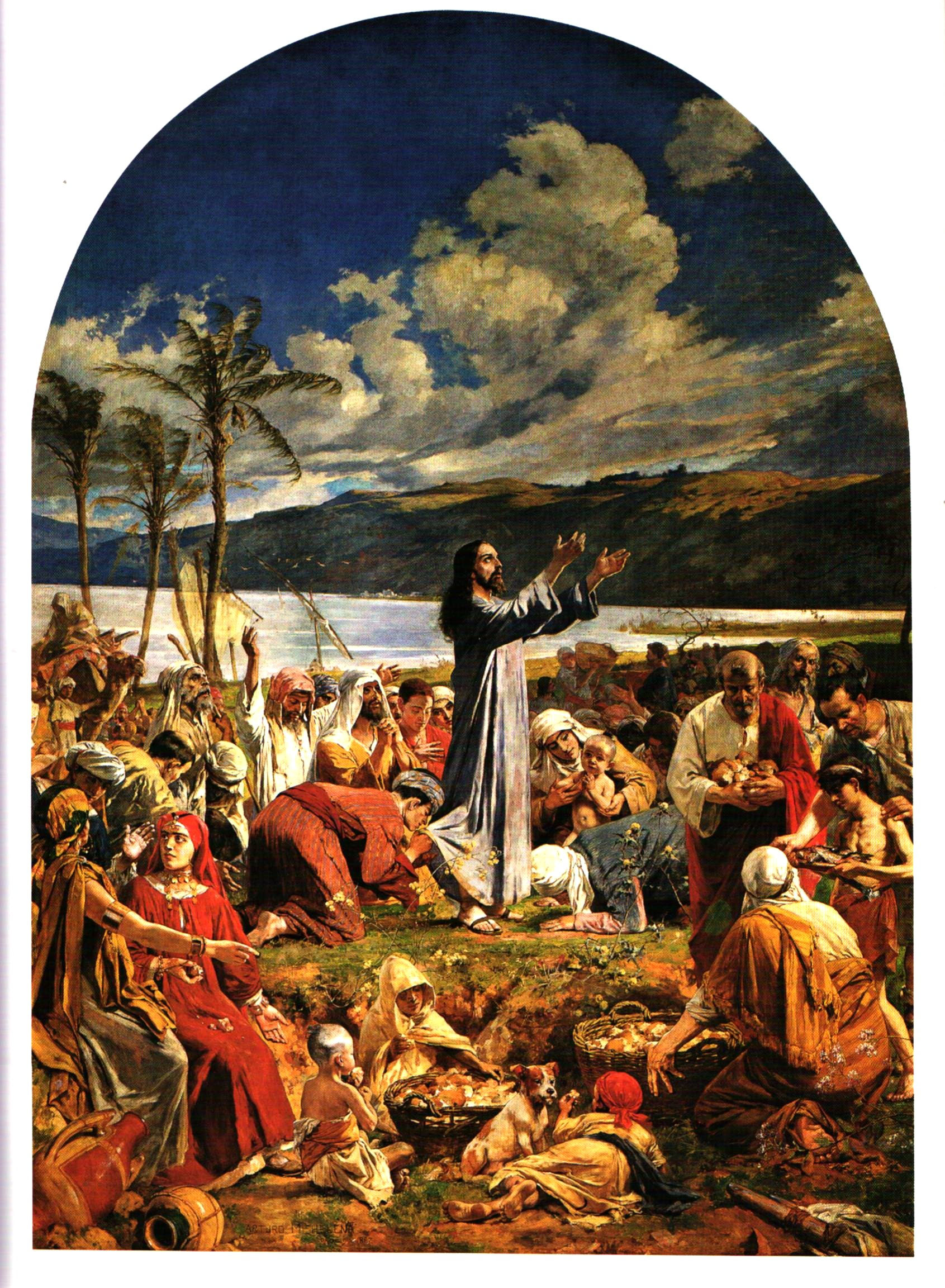
Arturo Michelena, La Multiplication des pains et des poissons (d’après le miracle de Jésus), 1897. Huile sur toile de 480 × 358 cm, donnée à la Sainte-Chapelle par l’auteur.
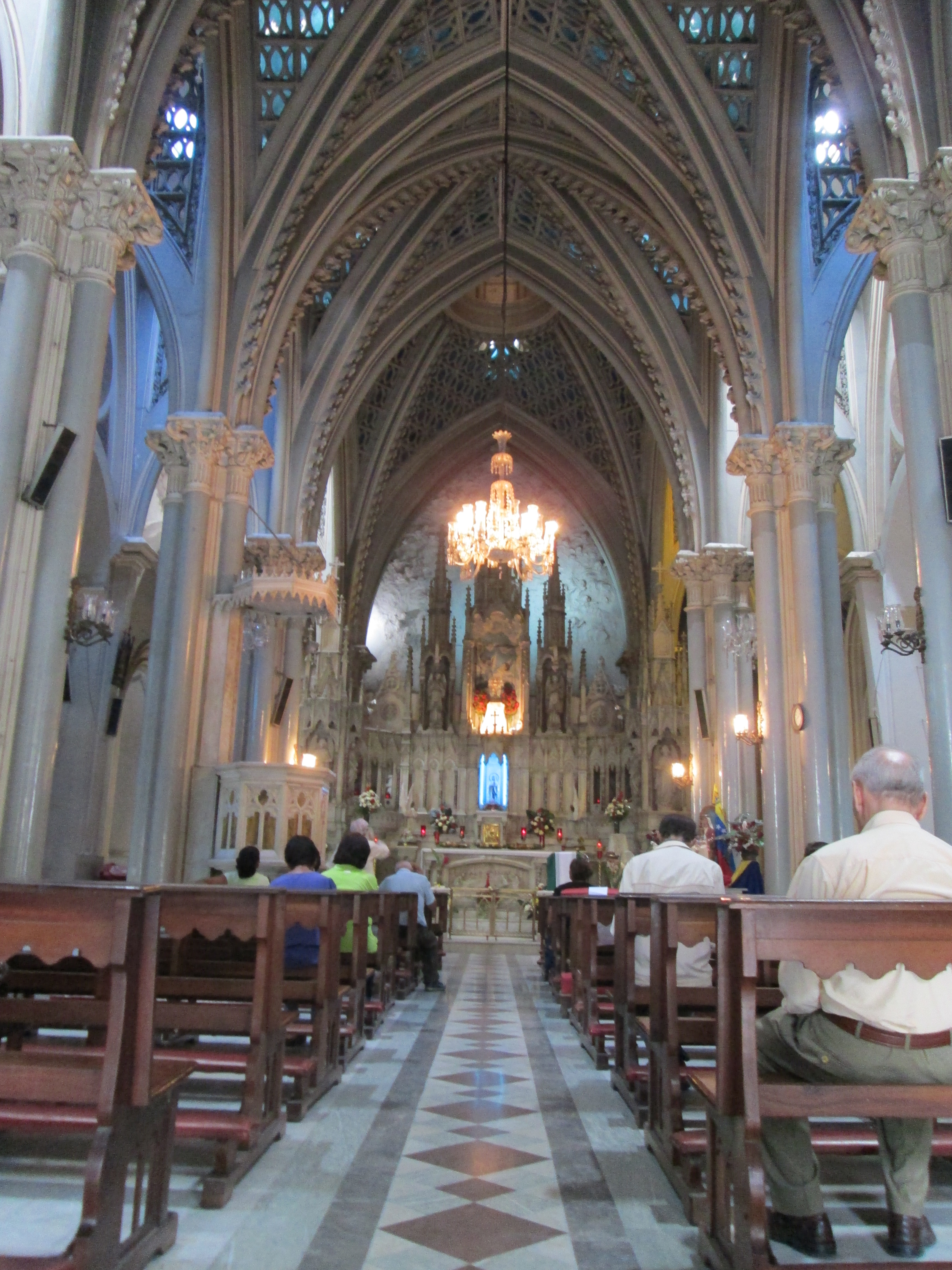
Intérieur de la basilique.